# 伊奈信男
伊奈 信男（いな のぶお、1898年3月31日 - 1978年10月7日）は、日本の写真評論家。

## 生涯
愛媛県松山市出身。東京大学文学部美学美術史学科卒業。戦前に活動を開始し、1932年に創刊した写真雑誌「光画」の同人としても活躍（2号から）。その後、日本工房、中央工房にも参加。「光画」の創刊号に掲載された「写真に帰れ」（寫眞に歸れ）は、新興写真（近代写真）の成立を宣言したものであり、社会性を強く持っている写真作品を高く評価する内容だった。それは、それ以降戦後しばらくまでの間の、報道写真を重視するとともに、それ以外の芸術的な写真を社会性を喪失したという理由付けで排除する、という日本の写真状況と軌を一にする。
戦後は、写真にかかわる評論などを著しつつ、平凡社の『世界写真全集』（全7巻）の企画なども行う。また、日本写真協会理事、ニコンサロン名誉館長などを歴任する。1976年には、「伊奈信男賞」（ニコンが主催）が設けられている。
従来は、伊奈の評論、論文等は、書籍の形で刊行されることがほとんどなかったので、古い雑誌等を探す必要があったが、伊奈の主要評論を収録した下記の『写真に帰れ―伊奈信男写真論集』が2005年に刊行されたため、容易に参照できるようになった。

## 主著
- 写真・昭和五十年史／伊奈信男／朝日新聞社／1978年
- 写真に帰れ―伊奈信男写真論集／伊奈信男・著／大島洋・編／平凡社／2005年
  - 戦前から戦後にかけての52編の論考を収録。
  - 目次
    - 口絵
    - 発刊に際して－ゆるぎない道標　江成常夫
    - 写真性と反写真性へのこだわり　一老写真研究者の告白
    - I　『光画』―写真論の黎明
    - II　『光画』―コラム一束
    - III　写真・昭和五十年史と写真家
    - IV　二十世紀の写真家たち
    - V　「写真」への発言
    - VI　付録　美術論
    - 解説　いまだ、心に届く写真の言葉　大島洋
    - 年譜
    - 書誌データ